# Anaplectoides medionigra
Anaplectoides medionigra är en fjärilsart som beskrevs av Lenz 1927. Anaplectoides medionigra ingår i släktet Anaplectoides och familjen nattflyn. Inga underarter finns listade i Catalogue of Life.